# Зельина, Антонина Ивановна
Антони́на Ива́новна Зельина́ (1927, Королиха, Вологодская область — 2006, Ардатов, Нижегородская область) — директор Ардатовского молокозавода, почётный гражданин Ардатова.

## Биография
Родилась в деревне Королиха ныне Усть-Кубинского района Вологодской области в крестьянской семье. Окончила 7 классов средней школы, после чего поступила на учёбу в Сухонский молочно-консервный техникум. После его окончания в 1945 году была направлена на работу на молочный завод в рабочем посёлке Ардатове Горьковской (ныне Нижегородская) области. До 1960 года была технологом производства, затем до 1967 года — заведующей производством Ардатовского цеха Дивеевского молокозавода. С 1969 по 1987 годы — директор Ардатовского молочного завода. За время руководства Зельиной предприятием, оно стало перерабатывать до 120—140 тонн молока, производить по 4 тонны сливочного масла в сутки.
Помимо руководства предприятием, Зельина занимала многие другие руководящие должности: была членом областного комитета профсоюза, председателем профсоюзного комитета молокозавода, членом Ардатовского районного комитета КПСС, депутатом Совета народных депутатов рабочего посёлка Ардатов. Скончалась в Ардатове в 2006 году.

## Награды
Была награждена грамотой и нагрудным знаком «Отличник социалистического соревнования мясной и молочной промышленности СССР», получила звание «Ударник коммунистического труда».
В 1997 году постановлением поселкового Совета народных депутатов Антонине Ивановне Зельиной было присвоено звание «Почётный гражданин Ардатова».